# غلامره (مقاطعة كلاردشت)
غلامره (بالفارسية: گلامره) هي قرية تقع في قسم بيرون‌بشم الريفي (مقاطعة كلاردشت) في إيران. يقدر عدد سكانها بـ 101 نسمة بحسب إحصاء 2016.